# FO Девы
FO Девы (лат. FO Virginis), HD 117362 — тройная звезда в созвездии Девы на расстоянии приблизительно 285 световых лет (около 87,5 парсек) от Солнца.
Пара первого и второго компонентов — двойная затменная переменная звезда типа Беты Лиры (EB). Визуальная звёздная величина звезды — от +6,82m до +6,5m. Орбитальный период — около 0,7756 суток (18,614 часа).
Открыта Герхардом Джекишем в 1972 году***.

## Характеристики
Первый компонент — белая звезда спектрального класса A2, или A7V, или A7, или A8, или A9V. Масса — около 1,9 солнечной, радиус — около 2,489 солнечного, светимость — около 15,849 солнечной. Эффективная температура — около 7168 K.
Второй компонент — оранжевый карлик спектрального класса K. Масса — около 0,29 солнечной, радиус — около 1,06 солнечного, светимость — около 13,828 солнечной. Эффективная температура — около 4700 K.
Третий компонент (BD+01 2819B) — жёлтый карлик спектрального класса G. Визуальная звёздная величина звезды — +13,1m. Радиус — около 1,14 солнечного, светимость — около 1,781 солнечной. Эффективная температура — около 6063 K. Удалён на 27,6 угловой секунды.

## Планетная система
В 2019 году учёными, анализирующими данные проектов Hipparcos и Gaia, у звезды обнаружена планета HIP 65839 b.